# 青珍乡
青珍乡，是中华人民共和国青海省果洛藏族自治州甘德县下辖的一个乡镇级行政单位。

## 行政区划
青珍乡下辖以下地区：
青珍牧委会、龙尕尔牧委会、直尕尔牧委会、休麻牧委会、直合麻牧委会和典哲牧委会。